# Den bergtagna (opera)

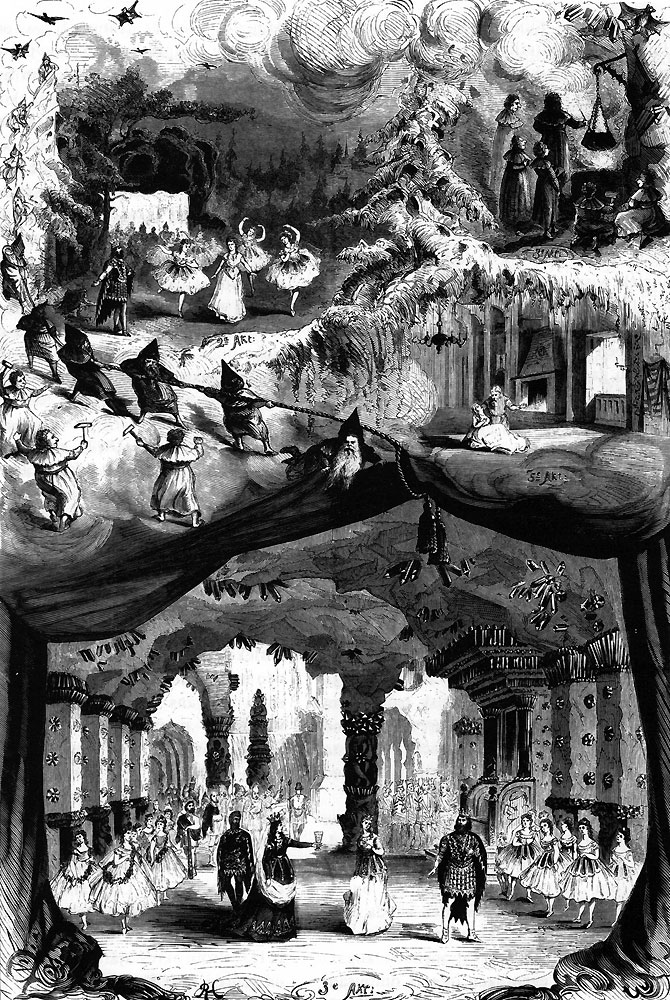
Scener från premiären 1874. Under bilden: I Bergakungens sal (akt 1). Teckning av Robert Haglund.

Max Strandberg som Bergakungen i Den bergtagna, Kungliga Operan 1892.

Den Bergtagna är en romantisk opera i fem akter med musik av Ivar Hallström och libretto av Frans Hedberg baserat på medeltidsballaden Den bergtagna.

## Historia
Operan uruppfördes på Kungliga Operan i Stockholm den 20 maj 1874. Den sattes upp på Folkoperan med premiär den 28 juli 2005.

## Personer
- Fru Ragnhild (sopran)
- Ingeborg, hennes dotter (sopran)
- Riddar Tuve (tenor)
- Abbot Henrik (baryton)
- Ulf, gammal tjänare (baryton)
- Bergakungen (tenor)
- Bergadrottningen (sopran)
- Kark (bas)

Jungfrur, riddare, väpnare, tärnor, bondfolk, dvärgar, bergatroll, spelmän och pigor. Kör och balett.

## Handling
Operan utspelas under tidig medeltid omkring Kolmården. Titel och handling anspelar på medeltidsballaden Den bergtagna.

### Akt I
Det är julaftonskväll på en gård i Sverige i mitten av 1800-talet. Man dansar och leker jullekar. Någon börjar sjunga visan om den bergtagna jungfrun och den unga dottern i huset känner sig lockad till spelet om henne.
Vi förflyttar oss till Kolmårdens berg och djupa skogar tidig medeltid. På fru Ragnhilds gård firar man jul. Ragnhild presenterar riddar Tuve för gästerna och utlovar bröllop mellan honom och hennes dotter Ingeborg före årets slut. Innan abboten Henrik från det närbelägna klostret ger sig av, varnar han gästerna för skogens rå och troll. Farligast av alla är dock Bergakungen, som sägs vilja stävja kyrkans makt och utrota allt kristet blod. Ingeborg, som inte älskar riddar Tuve, lockas av tanken på Bergakungen. Trots Tuves varningar ber hon tjänaren Ulf berätta mer om honom. Då avbryts av en senkommen gäst. En vandrande skald och hans väpnare hälsas välkomna in. På begäran framför skalden en romans till sitt harpospel. I den sjunger han om hur han i den kalla Norden hänförts av en ung och vacker mö. Hela tiden iakttar han Ingeborg, som blir allt mer fängslad av sångaren. Detta väcker riddar Tuves vrede och för att lugna stämningen ber fru Ragnhild skalden spela om en glad visa. Då spelar han upp en trollpolska, som tvingar alla i huset utom Ingeborg att börja dansa. Han lämnar harpan till sin tjänare, som leder de dansande ut ur huset. När skalden och Ingeborg blivit ensamma, avslöjar han att han är Bergakungen och förklarar henne sin kärlek. Trots sin rädsla är Ingeborg förtrollad av den vackre unge mannen och de strålande kläderna som döljs under hans mantel. Hon faller i hans armar, just som Bergakungens tjänare Kark rusar in. Han har slagit av en sträng på harpan och förtrollningen har brutits. Snart strömmar de vredgade gästerna in med fru Ragnhild och Tuve i spetsen.

### Akt II
Bergakungen och Kark återvänder hem med oförrättat ärende. Bergakungen lider svårt i berget, där hans mor, den härsklystna Bergadrottningen svartsjukt bevakar varje steg han tar. Nu älskar han den vackra jordiska flickan och drömmer om att fånga henne och göra henne till sin drottning. Folket från fru Ragnhilds gård passerar berget på väg till julottan i klosterkyrkan. Med sång och harpospel lyckas bergakungen locka Ingeborg från följet. Hon ser in i berget, och trollbunden låter hon sig sedan ledas in, tills hon slutligen försvinner i djupet.

## Skivinspelningar
Skivbolag: Sterling Skivnr:STR 1001 
Utgåva av SVT:s inspelning av Norrlandsoperans uppsättning.